# Prowincja Wielkiego Rowu
Prowincja Wielkiego Rowu (ang. Rift Valley Province, swah. Mkoa wa Bonde la Ufa) – jedna z 7 prowincji w Kenii. Położona w południowo-zachodniej części kraju, od wschodu graniczy z prowincjami Wschodnią, Centralną i miastem wydzielonym Nairobi, od zachodu z prowincjami Zachodnią i Nyanza.

## Podział administracyjny
Prowincja Wielkiego Rowu jest podzielona na następujące dystrykty.
| Dystrykt        | Stolica       |
| --------------- | ------------- |
| Baringo         | Kabarnet      |
| Bomet           | Bomet         |
| Buret           | Litein        |
| Kajiado         | Kajiado       |
| Keiyo           | Iten/Tambach  |
| Kericho         | Kericho       |
| Koibatek        | Eldama Ravine |
| Laikipia        | Nanyuki       |
| Marakwet        | Kapsowar      |
| Nakuru          | Nakuru        |
| Nandi           | Kapsabet      |
| Narok           | Narok         |
| Pokot Ocidental | Kapenguria    |
| Samburu         | Maralal       |
| Trans-Mara      | Kilgoris      |
| Trans-Nzoia     | Kitale        |
| Turkana         | Lodwar        |
| Uasin Gishu     | Eldoret       |